# Pomaderris costata
Pomaderris costata är en brakvedsväxtart som beskrevs av N. A. Wakefield. Pomaderris costata ingår i släktet Pomaderris och familjen brakvedsväxter. Inga underarter finns listade i Catalogue of Life.